# George Ferguson (hockey sur glace)
Pour les articles homonymes, voir George Ferguson et Ferguson.
George Stephen Ferguson (né le 22 août 1952 à Trenton en Ontario au Canada et mort le 16 décembre 2019) est un joueur professionnel canadien de hockey sur glace.

## Carrière
George Ferguson commence sa carrière en jouant pour l'équipe de sa ville natale, les Titans de Trenton avant de signer dans la Ligue de hockey de l'Ontario pour les Generals d'Oshawa en 1969-70. En 1972, il participe au repêchage amateur de la Ligue nationale de hockey et est choisi lors de la première ronde, le onzième joueur au total après Billy Harris. Il est le premier choix des Maple Leafs de Toronto alors qu'il évolue depuis deux saisons avec les Marlboros de la même ville.
Il joue six saisons avec les Maple Leafs avant de rejoindre le 14 juin 1978 les Penguins de Pittsburgh en compagnie de Randy Carlyle en retour de Dave Burrows. À l'issue de la saison, il reçoit deux trophées internes des Penguins : le titre de meilleur joueur selon les dirigeants de l'équipe « Most Valuable Player Award » et celui du joueur de l'équipe qui a fourni le plus d'efforts mais sans être pour autant être mis en avant par une récompense reçoit tout de même un trophée, le « Bill McCracken Memorial Award ».
Pendant quatre saisons avec le maillot des Penguins, il dépasse la marque des 20 buts. Au début de la saison 1982-1983, il rejoint les North Stars du Minnesota en retour de Ron Meighan et d'Anders Håkansson et avec également un échange de choix au repêchage d'entrée de 1983 — Brian Lawton sélectionné en tant que premier choix contre Bob Errey en quinzième. Il met fin à sa carrière à l'issue de la saison 1983-1984.

## Statistiques
| Saison     | Équipe                   | Ligue               |     | Saison régulière | Saison régulière | Saison régulière | Saison régulière | Saison régulière |    | Séries éliminatoires | Séries éliminatoires | Séries éliminatoires | Séries éliminatoires | Séries éliminatoires |
| Saison     | Équipe                   | Ligue               | PJ  | B                | A                | Pts              | Pun              | PJ               | B  | A                    | Pts                  | Pun                  |                      |                      |
| 1968-1969  | Titans de Trenton        | Ont.-Mineur[Quoi ?] |     |                  |                  |                  |                  |                  |    |                      |                      |                      |                      |                      |
| 1969-1970  | Generals d'Oshawa        | AHO                 | 49  | 19               | 21               | 40               | 20               | 6                | 2  | 2                    | 4                    | 2                    |                      |                      |
| 1970-1971  | Generals d'Oshawa        | OHA                 | 8   | 2                | 0                | 2                | 19               | -                | -  | -                    | -                    | -                    |                      |                      |
| 1970-1971  | Marlboros de Toronto     | OHA                 | 43  | 12               | 15               | 27               | 83               | 13               | 1  | 3                    | 4                    | 26                   |                      |                      |
| 1971-1972  | Marlboros de Toronto     | OHA                 | 62  | 36               | 56               | 92               | 104              | 10               | 3  | 8                    | 11                   | 22                   |                      |                      |
| 1972-1973  | Maple Leafs de Toronto   | LNH                 | 72  | 10               | 13               | 23               | 34               | -                | -  | -                    | -                    | -                    |                      |                      |
| 1973-1974  | Maple Leafs de Toronto   | LNH                 | 16  | 0                | 4                | 4                | 4                | 3                | 0  | 1                    | 1                    | 2                    |                      |                      |
| 1973-1974  | Blazers d'Oklahoma City  | LCH                 | 35  | 16               | 33               | 49               | 21               | -                | -  | -                    | -                    | -                    |                      |                      |
| 1974-1975  | Maple Leafs de Toronto   | LNH                 | 69  | 19               | 30               | 49               | 61               | 7                | 1  | 0                    | 1                    | 7                    |                      |                      |
| 1975-1976  | Maple Leafs de Toronto   | LNH                 | 79  | 12               | 32               | 44               | 76               | 10               | 2  | 4                    | 6                    | 2                    |                      |                      |
| 1976-1977  | Maple Leafs de Toronto   | LNH                 | 50  | 9                | 15               | 24               | 24               | 9                | 0  | 3                    | 3                    | 7                    |                      |                      |
| 1977-1978  | Maple Leafs de Toronto   | LNH                 | 73  | 7                | 16               | 23               | 37               | 13               | 5  | 1                    | 6                    | 7                    |                      |                      |
| 1978-1979  | Penguins de Pittsburgh   | LNH                 | 80  | 21               | 29               | 50               | 37               | 7                | 2  | 1                    | 3                    | 0                    |                      |                      |
| 1979-1980  | Penguins de Pittsburgh   | LNH                 | 73  | 21               | 28               | 49               | 36               | 5                | 0  | 3                    | 3                    | 4                    |                      |                      |
| 1980-1981  | Penguins de Pittsburgh   | LNH                 | 79  | 25               | 18               | 43               | 42               | 5                | 2  | 6                    | 8                    | 9                    |                      |                      |
| 1981-1982  | Penguins de Pittsburgh   | LNH                 | 71  | 22               | 31               | 53               | 45               | 5                | 0  | 1                    | 1                    | 0                    |                      |                      |
| 1982-1983  | Penguins de Pittsburgh   | LNH                 | 7   | 0                | 0                | 0                | 2                | -                | -  | -                    | -                    | -                    |                      |                      |
| 1982-1983  | North Stars du Minnesota | LNH                 | 65  | 8                | 12               | 20               | 14               | 9                | 0  | 3                    | 3                    | 4                    |                      |                      |
| 1983-1984  | North Stars du Minnesota | LNH                 | 63  | 6                | 10               | 16               | 19               | 13               | 2  | 0                    | 2                    | 2                    |                      |                      |
| Totaux LNH | Totaux LNH               | Totaux LNH          | 797 | 160              | 238              | 398              | 431              | 86               | 14 | 23                   | 37                   | 44                   |                      |                      |